# Atyraú
Atyraú (cu alfabet chirilic, Атырау; până în 1991 — Guriev, în rusă Гурьев) este un oraș din partea europeană (vestul) a Kazahstanului și centrul raional al Provinciei Atyraú. Este amplasat pe malurile râului Ural. Când a fost înființat, orașul era amplasat în locul de vărsare a râului în Marea Caspică, dar s-a distanțat de acest loc ca urmare a scăderii nivelului mării.
Atyraúl modern este renumit pentru industria de ulei și industria peștelui.